# Ladenbergia chapadensis
Ladenbergia chapadensis är en måreväxtart som beskrevs av Spencer Le Marchant Moore. Ladenbergia chapadensis ingår i släktet Ladenbergia och familjen måreväxter. Inga underarter finns listade i Catalogue of Life.